# اسکات لاو (دوچرخه‌سوار)
اسکات لاو (انگلیسی: Scott Law؛ زادهٔ ۹ مارس ۱۹۹۱) دوچرخه‌سوار اهل استرالیا است. وی در مسابقات قهرمانی دوچرخه‌سواری پیست جهان ۲۰۱۵ شرکت کرده است.